# Rothenburg ob der Tauber
Rothenburg ob der Tauber település Németországban, azon belül Bajorországban. Lakosainak száma 11 385 fő (2023. december 31.). Rothenburg ob der Tauber Steinsfeld, Neusitz, Gebsattel, Insingen, Rot am See, Blaufelden, Schrozberg és Creglingen községekkel határos.

## Népesség
A település népessége az elmúlt években az alábbi módon változott:
| Lakosok száma | 8828 | 12 267 | 11 609 | 10 918 | 10 926 | 10 979 | 11 085 | 11 243 | 11 238 | 11 385 |
|               | 1925 | 1970   | 1975   | 2011   | 2013   | 2014   | 2016   | 2019   | 2021   | 2023   |

## Világörökség
Rothenburg ob der Tauber a világörökség része. Az óvárost egy magas, nagyon jó állapotban lévő középkori várfal veszi körül, amin még végig is sétálhatunk. Az óvárosi rész minden épülete a középkori pompájában díszeleg szépen felújítva.